# Saint-Eugène, Saône-et-Loire
Saint-Eugène är en kommun i departementet Saône-et-Loire i regionen Bourgogne-Franche-Comté i östra Frankrike. Kommunen ligger i kantonen Mesvres som tillhör arrondissementet Autun. År 2022 hade Saint-Eugène 150 invånare.

## Befolkningsutveckling
Antalet invånare i kommunen Saint-Eugène
| Referens: INSEE |